# Бигорно
Бигорно (фр. Bigorno) насеље је и општина у Француској у региону Корзика, у департману Горња Корзика која припада префектури Бастија.
По подацима из 2011. године у општини је живело 78 становника, а густина насељености је износила 8,72 становника/km². Општина се простире на површини од 8,94 km². Налази се на средњој надморској висини од 650 метара (максималној 1.107 m, а минималној 132 m).

## Демографија
| 1962. | 1968. | 1975. | 1982. | 1990. | 1999. | 2011. |
| ----- | ----- | ----- | ----- | ----- | ----- | ----- |
| 95    | 116   | 86    | 100   | 61    | 78    | 78    |

График промене броја становника у току последњих година